# Caupolicán Peña
Rubén Caupolicán Peña Reyes (* 15. September 1930 in Carahue) ist ein ehemaliger chilenischer Fußballspieler auf der Position eines Rechtsverteidigers und heutiger Fußballtrainer.

## Vereinskarriere
Caupolicán Peña war mit drei Jahren schon früh auf dem Fußballplatz zu finden, weil sein Vater Arturo Präsident des Fußballklubs Manuel Plaza in Carahue war. Peña machte eine Ausbildung zum Lehrer, die er 1949 erfolgreich beendete. Bis 1951 spielte er im Amateurfußball für seine Schulmannschaft und in der Auswahlmannschaft der Regionen Biobío und de La Araucanía, mit der er Meister der chilenischen Südregionen wurde. Durch die Vermittlung des Präsidenten Humberto Vivanco Mora wechselte Peña 1951 zum CSD Colo-Colo und unterrichtete noch bis 1952 an der Escuela Nr. 3 de San Bernardo. Bei Colo-Colo debütierte er gegen die CD Santiago Wanderers und blieb bis 1962 bei den Albos. Mit dem Klub aus der Hauptstadt gewann Peña die Meisterschaften 1953, 1956 und 1958 sowie 1960 die Copa Chile.

## Nationalmannschaftskarriere
Caupolicán Peña gab sein Debüt für die chilenische Fußballnationalmannschaft im Februar 1954 beim Qualifikationsspiel zur Fußball-Weltmeisterschaft 1954 gegen Paraguay, als er bei der 0:4-Niederlage für Isaac Carrasco eingewechselt wurde. Chile konnte sich nicht für das Endturnier in der Schweiz qualifizieren. Beim Campeonato Sudamericano 1957 spielte Peña alle sechs Spiele beim Turnier im Ligasystem. Chile erreichte mit einem Sieg über Kolumbien und einem Unentschieden gegen Ecuador bei vier Niederlagen den sechsten Rang der sieben Teilnehmer. Sein letztes Länderspiel absolvierte Peña im Oktober 1975 bei der 0:2-Niederlage im Qualifikationsspiel zur Fußball-Weltmeisterschaft 1958 gegen Argentinien. Auch für das Turnier in Schweden qualifizierte sich Chile nicht.

## Trainerkarriere
Caupolicán Peña begann seine Trainerkarriere 1964 beim CSD Colo-Colo. Als Trainer war er nur kurz bei den Albos und trainierte viele weitere Vereine aus Chile. Seine guten Leistungen führten dazu, dass er 1977 die chilenische Nationalmannschaft übernahm. Dort sollte er die Mannschaft zur Fußball-Weltmeisterschaft 1978 in Argentinien führen. In der Qualifikation kam Chile allerdings nicht über den zweiten Platz hinter Peru in der Vorrundengruppe hinaus und schied aus. Er kehrte zum CD Palestino, mit denen er die Meisterschaft 1978 erreichte, zurück. Seine Trainerkarriere beendete der frühere Rechtsverteidiger 1984 bei Audax Italiano.

## Erfolge

### Spieler
Colo-Colo
- Chilenischer Meister: 1953, 1956, 1958
- Chilenischer Pokalsieger: 1960

### Trainer
Palestino
- Chilenischer Meister: 1978
- Chilenischer Pokalsieger: 1975